# إكسدس (رواية)
إكسدس Exodus هي رواية تاريخية كتبها الروائي الأمريكي ليون يورس حول تأسيس دولة إسرائيل.

## القصة
وتبدأ الرواية بسرد موجز لرحلات سفينة إكسدس 1947، التي كانت تقل مهاجرين يهود نجوا من الهولوكوست في أوروبا، ثم تصف تاريخ الشخصيات الرئيسية المختلفة وعلاقات حياتهم الشخصية مع ولادة الدولة اليهودية الجديدة.

## النشر
نشرت الرواية دار نشر دابلداي في عام 1958، وتحولت لظاهرة دولية، وكانت أكثر الكتب مبيعًا في الولايات المتحدة منذ رواية ذهب مع الريح (1936)  وظلت تحتل المرتبة الأولى في قائمة نيويورك تايمز لأكثر الكتب مبيعا بعد ثمانية أشهر من صدورها. 

## نقد الرواية
وحظيت الرواية بإشادة واسعة، وكذلك بنقد واسع، واتهمت بأنها معادية للعرب أو معادية للفلسطينيين ولأنها «تجاهلت أسس الظلم الرئيسية» في جذور الصراع الإسرائيلي الفلسطيني.

## الفيلم السينمائي
أخرج أوتو بريمينجر فيلمًا "إكسدس" في عام 1960 يستند إلى الرواية، ويظهر فيه بول نيومان في دور آري بن كنعان. ويركز الفيلم بشكل أساسي على الهروب من قبرص والأحداث اللاحقة في فلسطين.